# Vagn Ytte Larsen
Vagn Ytte Ørnebjerg Larsen (født 23. marts 1941 i København) er en dansk politiker, der fra 1998 til 2006 var borgmester i Nykøbing-Rørvig Kommune, valgt for Socialdemokratiet.
Ytte Larsen blev første gang valgt ind i byrådet i Nykøbing-Rørvig i 1974. Efter kommunalvalget 1997 blev han konstitueret som borgmester og efterfulgte dermed Venstres Søren Pallesen. Han sad som borgmester frem til kommunens nedlæggelse ved Strukturreformen i 2007. Forud for kommunesammenlægningen blev han ved kommunalvalget i 2005 endvidere indvalgt i kommunalbestyrelsen i den nyoprettede Odsherred Kommune, hvor han stadig sidder. I 2020 meddelte den da 79-årige Ytte Larsen, at han ikke genopstiller ved kommunalvalget 2021.
Efter sin tid som borgmester var Ytte Larsen ydermere formand for Danmarks Biblioteksforening, men er i dag gået på pension.
Privat er han gift med Hanne Ytte Larsen, og parret har tre børn.